# Курт Зурет
Курт Зурет (нім. Kurt Sureth; 8 липня 1922, Гамбург — 5 серпня 1969) — німецький офіцер-підводник, доктор права, оберлейтенант-цур-зее крігсмаріне.

## Біографія
1 грудня 1939 року вступив на флот. З червня 1942 року — 2-й, з серпня 1943 року — 1-й вахтовий офіцер на підводному човні U-625, 2-25 січня 1944 року виконував обов'язки командира човна. В лютому-травні 1944 року пройшов курс командира човна. З травня 1944 по січень 1945 року — інструктор 3-го навчального дивізіону корабельних гармат. 8 січня 1945 року направлений на будівництво U-2549, проте до кінця війни човен не був спущений на воду. В травні був взятий в полон. В жовтні 1945 року звільнений.

## Звання
- Кандидат в офіцери (1 грудня 1939)
- Морський кадет (1 травня 1940)
- Фенріх-цур-зее (1 листопада 1940)
- Оберфенріх-цур-зее (1 листопада 1941)
- Лейтенант-цур-зее (1 квітня 1942)
- Оберлейтенант-цур-зее (1 грудня 1943)

## Нагороди
- Залізний хрест
  - 2-го класу (30 листопада 1942)
  - 1-го класу (серпень 1943)
- Нагрудний знак підводника (7 лютого 1943)